# Сильва, Франсиско
Франси́ско Андре́с Си́льва Гаха́рдо (исп. Francisco Andrés Silva Gajardo; 11 февраля 1986, Кильота, Чили) — чилийский футболист, игравший на позиции опорного полузащитника. Выступал в сборной Чили.

## Клубная карьера

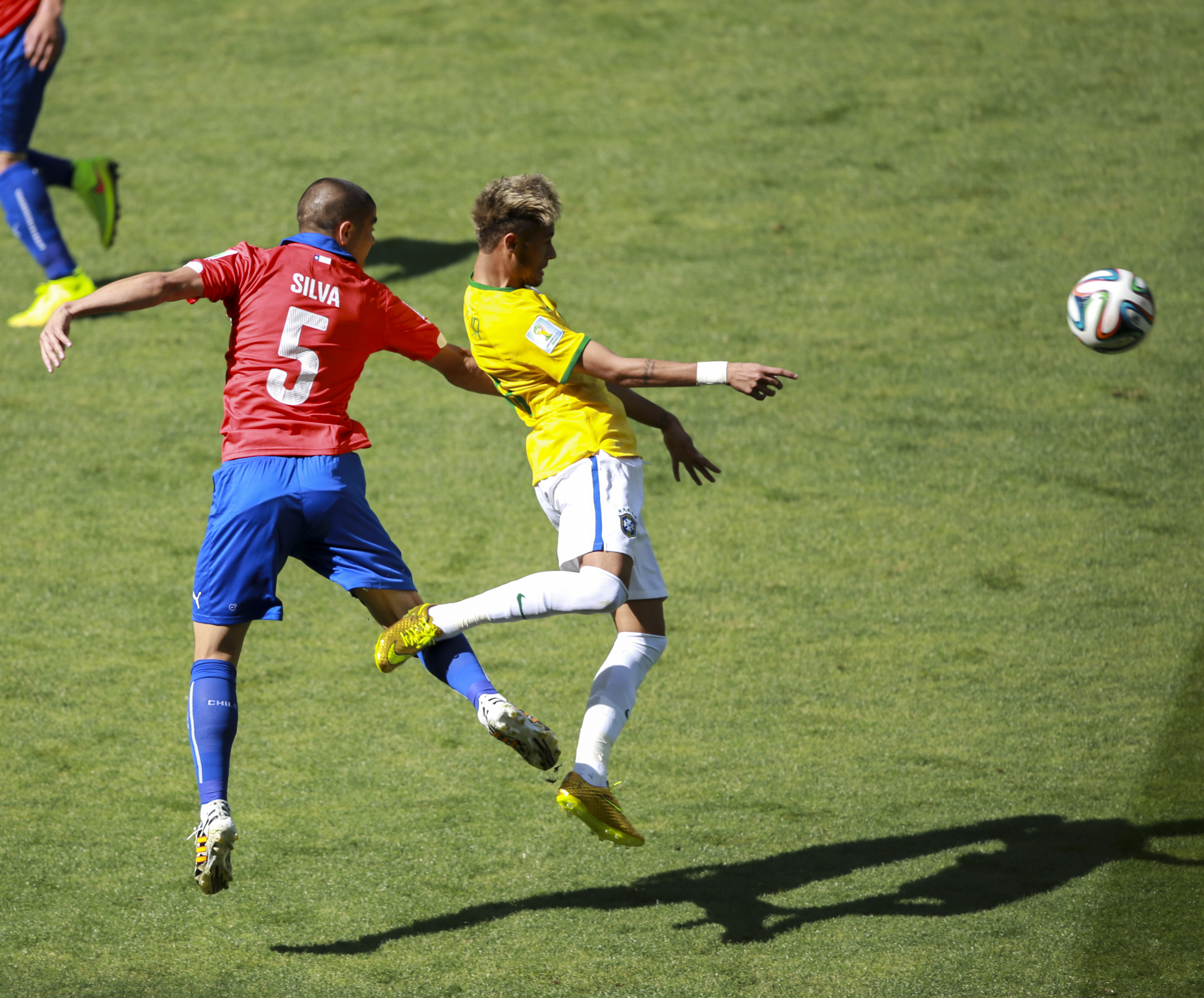
Сильва (слева) в борьбе с Неймаром, в матче сборных

Сильва — воспитанник клуба «Универсидад Католика». В 2006 году он дебютировал за основную команду в чилийской Примере. В 2010 году Франсиско помог клубу выиграть чилийское первенство, а через год завоевать Кубок Чили. Летом 2010 года активный интерес к Сильве проявлял итальянский «Лечче», но из-за отсутствия гражданства ЕС у Франсиско, сделка не состоялась. В 2013 году он был отдан в аренду в испанскую «Осасуну». 2 февраля в матче против «Сельты» Сильва дебютировал в Ла Лиге. 8 марта в поединке против «Бетиса» он забил свой первый гол за новый клуб. По окончании сезона «Осасуна» выкупила трансфер Сильвы.
Летом 2014 года Франсиско на правах аренды перешёл в бельгийский «Брюгге». 5 октября в матче против льежского «Стандарда» он дебютировал в Жюпиле лиге, заменив во втором тайме Рюда Вормера. С «Брюгге» Сильва занял второе место в чемпионат и стал обладателем Кубка Бельгии.
Летом 2015 года он перешёл в мексиканский «Чьяпас». 26 июля в матче против «Дорадос де Синалоа» Энцо дебютировал в мексиканской Примере. По окончании сезона Роко покинул клуб и присоединился к «Крус Асуль». 17 июля в матче против «Некаксы» он дебютировал за новую команду. 21 августа в поединке против «Сантос Лагуна» Энцо забил свой первый гол за «Крус Асуль».

## Международная карьера
23 января 2011 года в товарищеском матче против сборной США Сильва дебютировал за сборную Чили.
В 2011 году в составе национальной сборной страны Франсиско поехал на Кубок Америки в Аргентину. На турнире он был запасным футболистом и сыграл только в поединке против сборной Перу.
Летом 2016 года Сильва во второй раз подряд стал победителем Кубка Америки в США. На турнире он сыграл в матчах против сборных Мексики, Колумбии и Аргентины.
В 2017 году Сильва стал серебряным призёром Кубка конфедераций в России. На турнире он сыграл в матчах против команд Камеруна, Австралии, Португалии и Германии.

## Достижения
Командные
 «Универсидад Католика»
- Чемпионат Чили по футболу — 2010
- Обладатель Кубка Чили — 2011

 «Брюгге»
- Обладатель Кубка Бельгии — 2014/2015

Международные
 Чили
- Кубок Америки — 2015
- Кубок Америки — 2016
- Кубок конфедераций — 2017